# 7224 Vesnina
7224 Vesnina eller 1982 TK3 är en asteroid i huvudbältet som upptäcktes den 15 oktober 1982 av den sovjetisk-ryska astronomen Ljudmila Zjuravljova vid Krims astrofysiska observatorium på Krim. Den är uppkallad efter Leonid Vesnin, Viktor Vesnin och Alexander Vesnin.